# Хунци
Хунци́ (кит. упр. 红旗, пиньинь Hóngqí, буквально: «красное знамя») — район городского подчинения городского округа Синьсян провинции Хэнань (КНР).

## История
В ноябре 1948 года урбанизированная часть уезда Синьсян была выделена в город Синьсян, который с мая 1949 года перешёл под контроль коммунистов.
В январе 1953 года был создан район № 2. В декабре 1955 года он был переименован в район Хэпин (和平区). В сентябре 1980 года район Хэпин был переименован в Хунци.
В 1986 году были расформированы округ Синьсян и город Синьсян, и образован городской округ Синьсян; район Хунци стал районом городского подчинения городского округа Синьсян.

## Административное деление
Район делится на 5 уличных комитетов, 2 посёлка и 1 волость.